# Heinrich Stahl (Gemeindevorstand)
Heinrich Stahl (geboren 13. April 1868 in Rudow bei Berlin; gestorben 4. November 1942 im Ghetto Theresienstadt) war  ein deutscher Versicherungsmanager und von 1933 bis 1940 Vorsitzender der Jüdischen Gemeinde zu Berlin.

## Leben

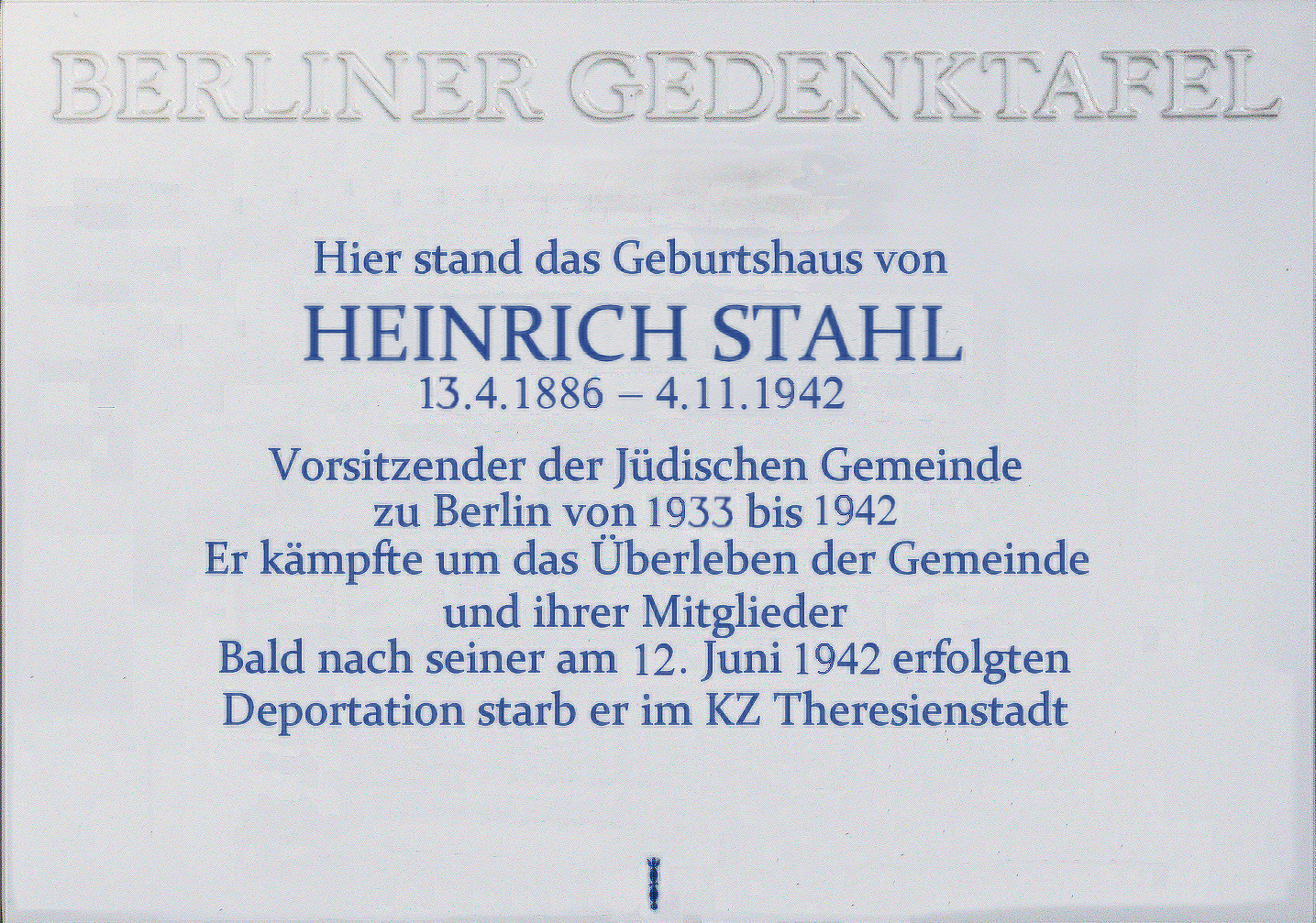
Berliner Gedenktafel am Haus Alt-Rudow 43 in Berlin-Rudow

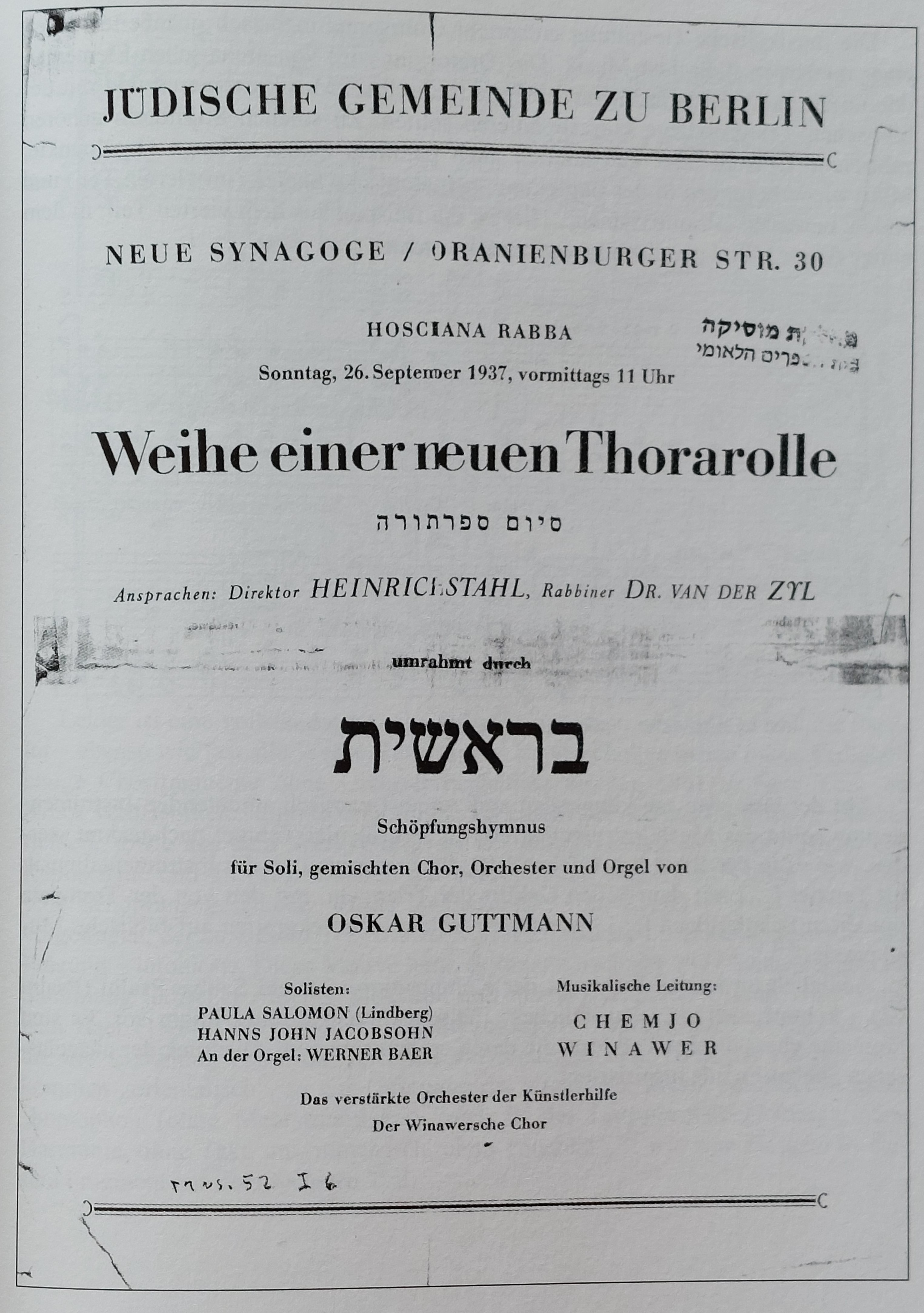
Neue Synagoge (1937)

Heinrich Stahl wurde als Sohn des Landwirtes Israel Stahl in Rudow geboren. Er schlug eine kaufmännische Laufbahn ein und war langjähriger Direktor der Viktoria-Versicherung.
Bei den Gemeindewahlen 1930 wurde Stahl zum ersten Mal in die Repräsentantenversammlung der Jüdischen Gemeinde zu Berlin gewählt. Er leitete zu dieser Zeit das Wohlfahrtsamt und kümmerte sich um die Altersheime der Gemeinde. Er wurde auch Mitglied der Berliner Freimaurerloge Victoria.
Nach der Machtübertragung an die Nationalsozialisten wurde Stahl am 23. Juni 1933 zum Vorsitzenden des Gemeindevorstandes gewählt, er wurde dadurch der oberste Repräsentant der jüdischen Bürger von Berlin. Er gründete im ersten Jahr seiner Amtszeit die „Jüdische Winterhilfe“. Nach Gründung der Reichsvertretung der Juden in Deutschland gehörte er ab September 1933 dem ersten Präsidialausschuss an. Nach Umwandlung dieser Organisation in die „Reichsvereinigung der Juden in Deutschland“ war er dort ab Juli 1939 Stellvertreter des Vorsitzenden Leo Baeck.
Im Januar 1940 führte sein schlechtes Verhältnis zu Baeck zu seiner Ablösung vom Gemeindevorsitz. Hintergrund des Konflikts war Stahls Forderung, den Einfluss der großen jüdischen Gemeinde Berlins innerhalb der Reichsvereinigung auszubauen. Ihm folgte als letzter Vorsitzender der Jüdischen Gemeinde zu Berlin während der Zeit des Nationalsozialismus Moritz Henschel nach. Heinrich Stahl lebte seitdem zurückgezogen in Berlin.
Am 11. Juni 1942 wurde er in das Ghetto Theresienstadt deportiert, wo er Anfang Oktober 1942 noch zum stellvertretenden Vorsitzenden im Ältestenrat unter dem „Judenältesten“ Jakob Edelstein ernannt wurde. Bald darauf, am 4. November 1942, starb Stahl im Ghetto Theresienstadt, laut Totenschein an "Herzschwäche" (nach Lungenentzündung). Seine Ehefrau Jenny geb. Sachs überlebte das Ghetto.

## Erinnerungen
Eine Berliner Gedenktafel befindet sich neben seinem Geburtshaus, Alt-Rudow 43 in Berlin-Rudow. Dort steht fälschlich 1942 (statt 1940) als sein letztes Vorsitzjahr und auch sein Geburtsjahr (1886 statt 1868) ist falsch.
1954 wurde auf Initiative von Heinz Galinski ein nach Stahl benannter Heinrich-Stahl-Preis ins Leben gerufen, der anfangs mit 2000 DM dotiert war und in unregelmäßigen Abständen verliehen wurde, seit 1956 insgesamt 14-mal, zuletzt 2004 und 2010.